# A Brea (Sarria)
Pour les articles homonymes, voir A Brea.
Brea ou A Brea ou A Brea da Pinza est une localité de la parroquia de San Salvador da Pinza dans la commune de Sarria (comarque de Sarria, province de Lugo) en Galice, au nord-ouest de l'Espagne.
Cette localité est traversée par le Camino francés du Pèlerinage de Saint-Jacques-de-Compostelle.

## Patrimoine et culture

### Pèlerinage de Compostelle
Par le Camino francés du Pèlerinage de Saint-Jacques-de-Compostelle, le chemin vient de la localité de Lavandeira également dans la commune de Sarria. 
La prochaine halte est la localité de Morgade, dans la même commune.
La borne de pierre indiquant le « kilomètre 100 » se trouve entre A Brea et Morgade. À partir de ce point, les pèlerins qui effectuent à pieds le reste de trajet jusqu'à Saint-Jacques de Compostelle peuvent demander le certificat de pèlerinage, ou compostela, à la condition de présenter une credencial comportant deux preuves de passage (timbre ou "tampon") quotidiennes.